# Helena Jarczyk
Helena Gertruda Jarczyk (ur. 9 kwietnia 1936 w Łaziskach Górnych, zm. 7 listopada 2020 w Jastrzębiu-Zdroju) – polska polityk, posłanka na Sejm PRL IX kadencji.

## Życiorys
Córka Alojzego i Emilii. Od 1951 harcerka Związku Harcerstwa Polskiego. Od 1954 nauczycielka w szkołach podstawowych w Łaziskach Górnych i Żorach. W latach 1980–1984 była wicedyrektorką szkoły podstawowej w Żorach. Radna Miejskiej Rady Narodowej w Łaziskach Górnych. Sekretarz Zarządu Miejskiego Ligi Kobiet (1960–1970). W 1979 skończyła Instytut Kształcenia Nauczycieli i Badań Oświatowych w Katowicach. Działaczka Towarzystwa Przyjaciół Dzieci, Związku Nauczycielstwa Polskiego i Polskiego Towarzystwa Turystyczno-Krajoznawczego. W latach 1985–1989 pełniła mandat posłanki na Sejm PRL IX kadencji w okręgu Rybnik, była posłanką bezpartyjną. Zasiadała w Komisji Edukacji Narodowej i Młodzieży oraz w Komisji Skarg i Wniosków. Otrzymała Złoty Krzyż Zasługi.
Pochowana wraz z mężem Erykiem (1935–2014) na cmentarzu komunalnym w Żorach.